# Leptosomatina appendixocaudata
Leptosomatina appendixocaudata är en rundmaskart som beskrevs av Allgen 1957. Leptosomatina appendixocaudata ingår i släktet Leptosomatina och familjen Leptosomatidae. Inga underarter finns listade i Catalogue of Life.